# Spirostreptus cameroonensis
Spirostreptus cameroonensis är en mångfotingart som beskrevs av Voges 1878. Spirostreptus cameroonensis ingår i släktet Spirostreptus och familjen Spirostreptidae. Inga underarter finns listade i Catalogue of Life.